# مدرسة قراسنقر المنصوري
مدرسة الأمير قراسنقر المنصوري أو المدرسة القراسنقرية بناها الأمير شمس الدين قراسنقر المنصوري نائب السلطنة سنة 700 هـ. على رأس حارة بهاء الدين، بحي الجمالية حالياً وعرفت بالمدرسة القراسنقرية نسبة إلى منشأها إلى أن اغتصبها الأمير جمال الدين الاستادار في عصر السلطان الناصر فرج بن برقوق، ثم صارت ملكيتها أخيراً إلى الأمير طوغان الداوادار, ثم آلت للشيخ التميمي مفتى الحنفية ثم إلى ابنه الشيخ عبد الرحمن وآلت ملكيتها في النهاية إلى الشيخ محمد سليم عبد الرحمن.